# معلوف (اسم)
معلوف هو اسم علم مذكر من أصل عربي، ومعناه هو السمين.

## وصلات خارجية
- موسوعة السلطان قابوس لأسماء العرب